# Шона л'Амбалан
Шона л'Амбалан (фр. Chonas-l'Amballan) насеље је и општина у источној Француској у региону Рона-Алпи, у департману Изер која припада префектури Вјен.
По подацима из 2011. године у општини је живело 1557 становника, а густина насељености је износила 210,12 становника/km². Општина се простире на површини од 7,41 km². Налази се на средњој надморској висини од 280 метара (максималној 323 m, а минималној 146 m).

## Демографија
| 1962. | 1968. | 1975. | 1982. | 1990. | 1999. |
| ----- | ----- | ----- | ----- | ----- | ----- |
| 476   | 517   | 702   | 863   | 1.005 | 1.219 |

График промене броја становника у току последњих година